# Ticket to Ride (Lied)
Ticket to Ride (englisch für Fahrschein; Erklärung siehe weiter unten) ist ein Lied und die A-Seite einer Single der britischen Musikgruppe The Beatles aus ihrem im Jahr 1965 erschienenen Album Help!. Die Single wurde am 9. April 1965 in Großbritannien veröffentlicht. Als Urheber werden wie üblich Lennon/McCartney genannt.

## Hintergrund

Die Beatles während der Dreharbeiten zum Film Help! in Österreich, Obertauern, 1965

Ticket to Ride war das erste Lied, das die Beatles für ihr neues Album Help! beziehungsweise für ihren zweiten Spielfilm Hi-Hi-Hilfe! aufnahmen. Das etwas über dreiminütige, siebte Stück des Albums wurde hauptsächlich von John Lennon verfasst; über den Anteil Paul McCartneys gibt es unterschiedliche Angaben – während Lennon erklärte, dass dessen Beitrag nur marginal gewesen sei, beschrieb McCartney die Entstehung als gemeinsame Session, bei der Lennon „60 Prozent“ beigesteuert habe.
John Lennon sagte 1980 über das Lied: „Pauls Beitrag war die Art und Weise, wie Ringo Schlagzeug spielte.“
Paul McCartney sagte dazu: „John hat sich einfach nicht die Zeit genommen zu erklären, dass wir uns zusammengesetzt und an diesem Song für eine volle dreistündige Songwriting-Session gearbeitet haben, und am Ende hatten wir alle Worte, wir hatten die Harmonien und wir hatten all die kleinen Teile.“
Der Titel des Liedes, der sich gemäß McCartney zunächst einmal auf eine Fahrt in einem Bus oder mit dem Zug bezieht, ist wie bei manchen anderen Beatles-Stücken im Sinne eines Wortspiels auch mehrdeutig. John Lennon und Paul McCartney waren auch einmal nach Ryde auf der Isle of Wight getrampt, wo McCartneys Cousine Betty und deren Mann ein Pub geführt hatten und wo Mike das Unterhaltungsprogramm in einem Butlin’s-Feriencamp veranstaltete. Als Lennon und McCartney den Song Ticket ro Ride schrieben, dachten sie auch an diese Reise und den Aufenthalt bei Betty und Mike. Eine weitere mögliche Erklärungen: ein Mädchen, das das Leben des Erzählers ruiniert („riding out his life“), und ein Hinweis auf Gesundheitszeugnisse (umgangssprachlich Bockschein) für Prostituierte. Möglicherweise kam Lennon die Idee zu der Zeile auch durch ein Spiritual mit dem Titel If I Got My Ticket, Can I Ride? Im Übrigen beschreibt der Text eine Abschiedsituation, in der der Erzähler seine Wut und Enttäuschung darüber zum Ausdruck bringt, dass seine Liebste ihn verlässt.
Musikalisch zeigt sich ein deutlich härterer und anspruchsvollerer Rhythmus als in den früheren Songs. Mit dem Einsatz von Tomtoms und dem hellen E-Gitarren-Sound gehört das Lied zu den experimentellen Stücken der Beatles und wirkte für seine Zeit sehr modern. Lennon bezeichnete Ticket to Ride 1980 als den ersten Heavy-Metal-Song, die eigentliche Geschichte des Heavy Metal beginnt allerdings erst einige Jahre später.
Ticket to Ride kommt in der Szene im Film Help! vor als die Beatles versuchen Ski zu fahren.
Die Single erreichte in Großbritannien und den USA den ersten Platz der jeweiligen Charts, in Deutschland platzierte sich Ticket to Ride auf 2 in der Hitparade. Das Lied wurde in das Liverepertoire der Gruppe im Jahr 1965 übernommen.
In der im Jahr 2004 vom Musikmagazin Rolling Stone herausgegebenen Liste der angeblich 500 besten Songs aller Zeiten belegt Ticket to Ride Rang 384.

## Aufnahme
Ticket to Ride wurde am 15. Februar 1965 in den Londoner Abbey Road Studios (Studio 2) mit dem Produzenten George Martin aufgenommen. Norman Smith war der Toningenieur der Aufnahmen. Die Band nahm insgesamt zwei Takes auf, wobei der zweite Take für die finale Version verwendet wurde.
Ticket To Ride der erste Beatles-Song, der von Grund auf neu entwickelt wurde. Während sie in der Vergangenheit eine Liveaufführung ihrer Songs geprobt und aufgenommen hatten, übernahmen sie ab Februar 1965 die Praxis, nur die Rhythmusspuren aufzunehmen und dann von dort aus die jeweiligen Lieder aufzubauen.
Bei der Aufnahmesession am Nachmittag des 15. Februar 1965 wurde so zunächst eine Rhythmusspur aufgenommen, zu der dann Gesang, Leadgitarre und Percussion als Overdub hinzugefügt wurden. Das Schlagzeug wurde von Ringo Starr eingespielt, das charakteristische Drum-Pattern war allerdings die Idee von Paul McCartney. McCartney selbst spielte Bass und fügte später im Overdub-Verfahren die prägnanten Leadgitarren-Fills auf seiner Epiphone Casino hinzu. Es war das erste Mal, dass McCartney auf einem Beatles-Titel die Leadgitarre übernahm. John Lennon und George Harrison spielten Rhythmusgitarre auf einer Fender Stratocaster bzw. auf der zwölfsaitigen Rickenbacker 360/12. Lennon übernahm die Leadstimme, McCartney den Harmoniegesang.
Die Abmischungen des Liedes erfolgten am 18. Februar 1965 in Mono und am 23. Februar 1965 in Stereo. Bei der Monoversion wurde im Vergleich zur Stereoversion Hall unterlegt. Am 26. Februar 1987 erfolgte die Erstveröffentlichung des Albums Help! als CD in Europa (USA: 21. Juli 1987), in einer von George Martin im Jahr 1986 hergestellten digitalen neuen Stereoabmischung.

## Veröffentlichungen
- Am 9. April 1965 wurde die Single Ticket to Ride / Yes It Is in Großbritannien veröffentlicht, in Deutschland am 29. April und den USA am 14. April 1965.
- Am 12. August 1965 erschien in Deutschland das neunte Beatles-Album Help!, auf dem Ticket to Ride enthalten ist. In Großbritannien wurde das Album schon am 6. August 1965 veröffentlicht; dort war es das fünfte Beatles-Album. In den USA wurde Ticket to Ride auf dem dortigen zehnten Album Help! am 13. August 1965 veröffentlicht. Ticket to Ride wurde für die Stereoversion des US-Albums neu abgemischt, dabei wurde die Monoversion in eine Duophonic-Version (Fake-Stereo) umgewandelt.
- In den darauffolgenden Jahren wurde Ticket to Ride für folgende Kompilationsalben der Beatles verwendet: A Collection of Beatles Oldies (1966), 1962–1966 (1973), 20 Greatest Hits (1982) und 1 (2000).
- Am 4. Mai 1977 erschien das Livealbum der Beatles The Beatles at the Hollywood Bowl; es enthält unter anderen Ticket to Ride.
- Für BBC Radio nahmen die Beatles unter Livebedingungen eine weitere Fassung von Ticket to Ride auf, die am 26. Mai 1965, im Number One Studio, BBC Piccadilly Theatre (London) eingespielt wurde und erschien am 28. November 1994 auf dem Album Live at the BBC.
- Am 13. März 1996 erschien das Album Anthology 2, das eine Liveaufnahme in Mono von Ticket to Ride vom 1. August 1965 aus dem ABC Theatre in Blackpool enthält.
- Am 6. November 2015 wurde das Album 1 zum zweiten Mal wiederveröffentlicht. Dabei sind bei einigen Liedern, die von Giles Martin und Sam Okell neu abgemischt wurden, deutlich hörbare Unterschiede zu vernehmen; so wurde bei Ticket to Ride die Stereoanordnung des Gesangs verändert.[5][6]
- Am 10. November 2023 wurde das Kompilationsalbum 1962–1966 erneut wiederveröffentlicht. Auf diesem befindet sich Ticket to Ride in einer von Giles Martin und Sam Okell 2023 neu abgemischten Version.

## Musikvideo
Die Beatles drehten einen Promotion-Film für das Lied am 23. November 1965, sieben Monate nach der Singleveröffentlichung, in den Twickenham Film Studios in London. Regisseur war Joe McGrath. Der Schwarz-Weiß-Musikvideo wurde an Fernsehsender versandt.

## Coverversionen
Es wurden über 210 Coverversionen von Ticket to Ride veröffentlicht.
Die Band Vanilla Fudge coverte Ticket to Ride im Jahr 1967 auf ihrem gleichnamigen Album, mit dem für sie typischen Hammond-Orgel-Sound. The Carpenters veröffentlichten 1969 eine langsame Version des Stücks auf ihrem Album Offering.

## Auszeichnungen für Musikverkäufe
| Land/Region                  | Auszeichnungen für Musikverkäufe (Land/Region, Auszeichnung, Verkäufe) | Verkäufe  |
| ---------------------------- | ---------------------------------------------------------------------- | --------- |
| Vereinigte Staaten (RIAA)    | —                                                                      | 750.000   |
| Vereinigtes Königreich (BPI) | Silber                                                                 | 700.000   |
| Insgesamt                    | 1× Silber ·                                                            | 1.450.000 |